# Rhamphomyia stylata
Rhamphomyia stylata är en tvåvingeart som beskrevs av Daniel William Coquillett 1895. Rhamphomyia stylata ingår i släktet Rhamphomyia och familjen dansflugor.
Artens utbredningsområde är Kalifornien. Inga underarter finns listade i Catalogue of Life.